# Hinrich Klinghe
Hinrich Klinghe (auch Hinrik Klinghe) (* 15. Jahrhundert) war ein deutscher Erzgießer und gilt als bedeutendster Nachkomme aus der Familie des Ghert Klinghe. Bekanntheit erlangte er durch den Guss von Bronzetaufbecken, von denen noch einige erhalten sind.

## Leben
Hinrich Klinghe wurde als dritter Sohn von Ghert Klinghe geboren und wuchs in einer Familie von Erzgießern auf. Neben seinem berühmten Vater erlernten auch seine Brüder Hermann (Harm), Berend, Gotecke († nach 1515) und Barthold die Kunstgießerei. Hinrich trat zwischen 1460 und 1477 auf. Die genauen Lebensdaten sind nicht bekannt.

## Werk
Im väterlichen Betrieb in Bremen oder als Wandergießer gehörte Klinghe im 15. Jahrhundert zu den führenden Bild- und Erzgießern Norddeutschlands. Die Familie schuf vor allem Glocken und Taufbecken und war im gesamten Küstenraum von Ostfriesland bis nach Schleswig und Lüneburg tätig. Insgesamt gingen aus der Klinghe-Werkstatt 61 Gusswerke hervor, von denen noch etliche erhalten sind.
Hinrich Klinghe übernahm einige Gussformen seines Vaters, sodass bei einigen Werken wie dem Taufbecken in Zeven dessen Name erscheint. Bei seinen Taufbecken legte er stärker auf die architektonischen Verzierungen Wert, die plastisch herausgearbeitet sind.

## Werkliste
| Jahr          | Gusswerk           | Ort               | Kirche               | Bemerkungen | Bild |
| ------------- | ------------------ | ----------------- | -------------------- | --- | ---- |
| 1467          | Bronzeglocke       | Altenhuntorf      | St.-Jacobi-Kirche    | Einzige erhaltene Glocke von Hinrich Klinghe (nominal f1) |      |
| 1468 und 1477 | zwei Bronzeglocken | Langwarden        | St. Laurentius       | Zuschreibung („Hinrik Clinalie“) |      |
| 1469          | Bronzetaufe        | Pilsum            | Pilsumer Kreuzkirche | Das Becken ruht auf vier Diakonen, deren Köpfe durch die Evangelistensymbole dargestellt werden. Die Evangelisten Matthäus und Markus werden irrtümlich beide als „sanctus marcus“ bezeichnet. Die Namen der Figuren in den Feldern, die durch kleine Musikerfiguren voneinander getrennt werden, sind auf Nimbenumschriften angegeben. Nach der Kreuzigungsszene mit Maria und Johannes folgen die Apostel Paulus, Andreas, Thomas, Bartholomäus, Simon Kananäus, Matthäus, Bischof Nikolaus und die Apostel Matthias, Jakobus der Jüngere, Philippus, Jakobus der Ältere, Johannes, Petrus.                   |      |
| 1469          | Bronzetaufe        | Zeven             | St. Viti             | Zwar mit „ghert klinge“ signiert, aber aufgrund stilistischer Kennzeichen Hinrich Klinghe zugeschrieben. Drei Diakone tragen das Becken, in dessen Wandung die Kreuzigungsszene und zehn Apostel (Petrus, Paulus, Andreas, Matthias, Johannes, Bartholomäus, Philippus, Jakobus der Jüngere, Matthäus, Thomas) als Relief erscheinen. |      |
| 1469          | Bronzetaufe        | Bramstedt         | St.-Jacobi-Kirche    | Das Becken ruht auf vier Diakonen. In den Feldern werden biblische Figuren dargestellt. Ein schlichter bronzener Taufdeckel ist erhalten. |      |
| 1473          | Bronzetaufe        | Müden (Örtze)     | St. Laurentius       | Das Becken wird von drei Diakonen getragen. Gotische Kielbögen gliedern die Beckenwandung. Sie werden oberhalb mit Lilienornamenten verziert. In den Feldern darunter finden sich Apostelfiguren mit ihren Attributen. Ein bronzener Taufdeckel ist erhalten. |      |
| 1474          | Bronzetaufe        | Esens             | St.-Magnus-Kirche    | Die Beckenwandungen sind durch Kielbögen gegliedert. Die größte Darstellung nimmt die Kreuzigungsszene mit Maria und Johannes ein. Dem schließen sich an: Apostel Paulus, Andreas, Jakobus der Ältere, Bartholomäus, Simon (oder Philippus), ein Relief der Taufe Christi im Jordan, ein heiliger Bischof (vermutlich Nikolaus) sowie Philippus (oder Thaddäus), Thomas, Jakobus der Jüngere (oder Matthäus), Johannes und Petrus. Das Becken wird von einem ebenfalls aus Bronze gegossenen, gotischen Taufdeckel geschlossen und ruht seit etwa 1600 auf einem von vier Sphinxen getragenen hölzernen Podest. |      |
| 1474          | Bronzetaufe        | Uttum             | Uttumer Kirche       | Das Becken ruht auf vier Diakonen. Nach der Kreuzigungsszene folgen Paulus, Johannes, Jakobus der Ältere, Bartholomäus, Thomas, Bischof Nikolaus, Christi Taufe, Simon (oder Philippus), Jakobus der Jüngere (oder Matthäus), Philippus (oder Thaddäus), Andreas und Petrus. |      |
| 1474          | Bronzeglocke       | Hamburg-Allermöhe | Dreieinigkeitskirche | 1806 eingeschmolzen |      |
| 1475          | Bronzetaufe        | Pellworm          | Alte Kirche          | Gestiftet von Laurens Leve für die Kirche zu Buphever, die 1634 unterging |      |
| 1480          | Bronzetaufe        | Schleswig         | Schleswiger Dom      | Gestiftet von Laurens Leve, dessen Wappen mehrmals abgebildet ist; Klinghe zugeschrieben wegen der Ähnlichzeit zu der ebenfalls von Leve gestifteten Pellwormer Fünte. Neben der Kreuzigungsszene sind die Apostel mit Attributen abgebildet, wie bei der Pilsumer Fünte jeweils getrennt durch musizierende Engel auf Säulen. Die Fünte ruht auf einem steinernen Fuß. Die barocken Trägerputten, die den bemalten Taufkessel tragen, wurden 1666 als Ersatz für die ursprünglichen Evangelistenträgerfiguren, deren Namen als Nimbenumschrift noch erhalten sind, ergänzt.                                    |      |